# Pilote
Pilote ( francês: [pilɔt]  ) foi uma revista de quadrinhos francesa publicada de 1959 a 1989. Contando com a maioria dos principais talentos dos quadrinhos franco-belgas da época, a revista apresentou grandes séries como Astérix, Barbe-Rouge, Blueberry, Achille Talon e Valérian et Laureline . Roteiristas de quadrinhos de renome como René Goscinny, Jean-Michel Charlier, Greg, Pierre Christin e Jacques Lob foram apresentados na revista, assim como artistas como Jijé, Morris, Albert Uderzo, Jean (Mœbius) Giraud, Enki Bilal, Jean-Claude Mézières Jacques Tardi, Philippe Druillet, Marcel Gotlib, Alexis e Annie Goetzinger. 
Pilote também publicou vários talentos internacionais, como Hugo Pratt, Frank Bellamy e Robert Crumb. 

## História
Após a publicação de uma edição teaser número 0 em 1º de junho,  a Pilote estreou em 29 de outubro de 1959.  A revista foi iniciada pelos experientes escritores de quadrinhos Goscinny e Charlier e pelos artistas Albert Uderzo e Jean Hébrard. Essa equipe já havia trabalhado em vários outros projetos, criando o Le Supplément Illustré, um suplemento de cartum para jornais e fornecendo cartuns para a Radio-Télé, uma revista publicada pela Rádio-Luxemburgo.  A Pilote foi comercializada pela Rádio-Luxemburgo e apresentava editoriais escritos por personalidades populares da época. As 300.000 cópias da primeira edição esgotaram em um dia. 
Diferentemente das revistas concorrentes belgas, como Tintin e Spirou, a revista já era, desde o início, mais voltada diretamente para o público adolescente. 
Charlier e Goscinny cuidaram da maior parte dos escritos iniciais. Embora Charlier tenha criado duas séries populares, Tanguy et Laverdure, com Albert Uderzo e Barbe-Rouge ( Barba Ruiva ), com Victor Hubinon, foi Goscinny e Astérix le Gaulois, de Goscinny e Uderzo, que foi o maior sucesso e o principal ponto de partida da revista.

## Dificuldades
A revista passou por problemas financeiros em 1960, mas foram resolvidos quando a revista foi comprada pela editora Dargaud, que expandiu a revista com várias novas séries, incluindo Blueberry de Charlier e Giraud e Achille Tallon de Greg em 1963. Em 1967, a popular série de ficção científica Valérian et Laureline estreou e, em 1968, a popular comédia de faroeste Lucky Luke (de Morris) foi transferida da revista Spirou para a Pilote. Outras aparições notáveis incluíram séries da revista de quadrinhos britânica Eagle, como Fraser l'Africain ( Fraser da África ) e Winston Churchill de Frank Bellamy. 
Tentativas foram feitas na década de 1970 para atualizar a revista com material de maior interesse para os adultos, mas muitos artistas como Druillet e Giraud sentiram que a Pilote não era mais o veículo apropriado para suas aspirações e deixaram-na para fundar novas revistas como a Métal Hurlant (original francesa). que inspirou a Heavy Metal). Em parte, como resultado,  a Dargaud reduziu o cronograma de publicação de Pilote de semanal para mensal em 1974, e René Goscinny foi substituído como editor-chefe. Nesse momento, uma nova geração de artistas também começou a publicar em Pilote, a saber Caza, Lauzier e F'Murr . Seus quadrinhos refletiam a nova direção, mais adulta. 
As vendas melhoraram inicialmente, mas uma erosão constante ocorreu nos anos 80, à medida que o interesse pelo meio declinou. Pilote foi fundida com a revista de quadrinhos Charlie Mensuel em 1986 e continuou como Pilote et Charlie até 1988, quando o nome foi alterado novamente para Pilote . No entanto, o declínio nas vendas levou Dargaud a suspender a publicação após o que se tornou a edição final em 1º de outubro de 1989.  
Após 1989, a revista não foi publicada regularmente, embora o nome tenha sido usado para edições ocasionais de grandes dimensões.  

## Principais autores e séries
- Alexis: Timoléon et Stanislas (1969–1973), Al Crane (1976–1977)
- Philippe Bertrand: Linda aime l'art (1983–1989)
- Enki Bilal: Légendes d'Aujourd'hui (1976–1982), La foire aux immortels (1980)
- Michel Blanc-Dumont: Jonathan Cartland (1974–1988)
- Claire Bretécher: Cellulite (1969–1977)
- Cabu: Grand Duduche (1963–1982)
- Caza: Scènes de la vie de banlieue (1975–1979)
- Jean Chakir: Séraphin contre Angelure (1962–1970)
- Jean-Michel Charlier: Blueberry (1963–1973), Barbe-Rouge (1959–1969), Tanguy et Laverdure (1959–1970)
- Pierre Christin: Valérian and Laureline (1967–1985), Légendes d'Aujourd'hui (1976–1982)
- Delinx: Buck Gallo (1963–1969)
- Philippe Druillet: Lone Sloane (1970–1974)
- F'Murr: Le Génie des alpages (1973–1989)
- Fred: Philémon (1965–1986)
- Jean Giraud: Blueberry (1963–1973)
- Christian Godard: Norbert et Kari (1963–1970), Vagabond des limbes (1978–1987)
- René Goscinny: Asterix (1959–1973), Lucky Luke (1967–1973), Iznogoud (1968–1977), Petit Nicolas (1959–1965)
- Marcel Gotlib: Dingodossiers (1965–1967), Rubrique-à-Brac (1968–1973)
- Greg: Achille Talon (1963–1981)
- Laurence Harlé: Jonathan Cartland (1974–1988)
- Victor Hubinon: Barbe-Rouge (1959–1969)
- Jijé: Tanguy et Laverdure (1966–1970)
- Claude Lacroix: Homme au chapeau mou (1977–1983)
- Lauzier: Tranche de Vie (1970–1978), Al Crane (1976–1977)
- Jacques Lob: Submerman (1967–1970)
- Nikita Mandryka: Concombre masqué (1971–1981), Clopinettes (1970–1973)
- Martial: Tony Laflamme (1963–1971)
- Jean-Claude Mézières: Valérian and Laureline (1967–1985)
- Morris: Lucky Luke (1967–1973)
- Antonio Hernandez Palacios: Mac Coy (1974–1989)
- Julio Ribera: Vagabond des limbes (1978–1987), Dracurella (1973–1982)
- Sempé: Petit Nicolas (1959–1965)
- Jean Tabary: Iznogoud (1968–1977), Valentin le vagabond (1962–1974)
- François Thomas: Stan Caïman (1982–1989)
- Albert Uderzo: Asterix (1959–1973), Tanguy et Laverdure (1959–1967)

Alguns quadrinistas da revista em 1973
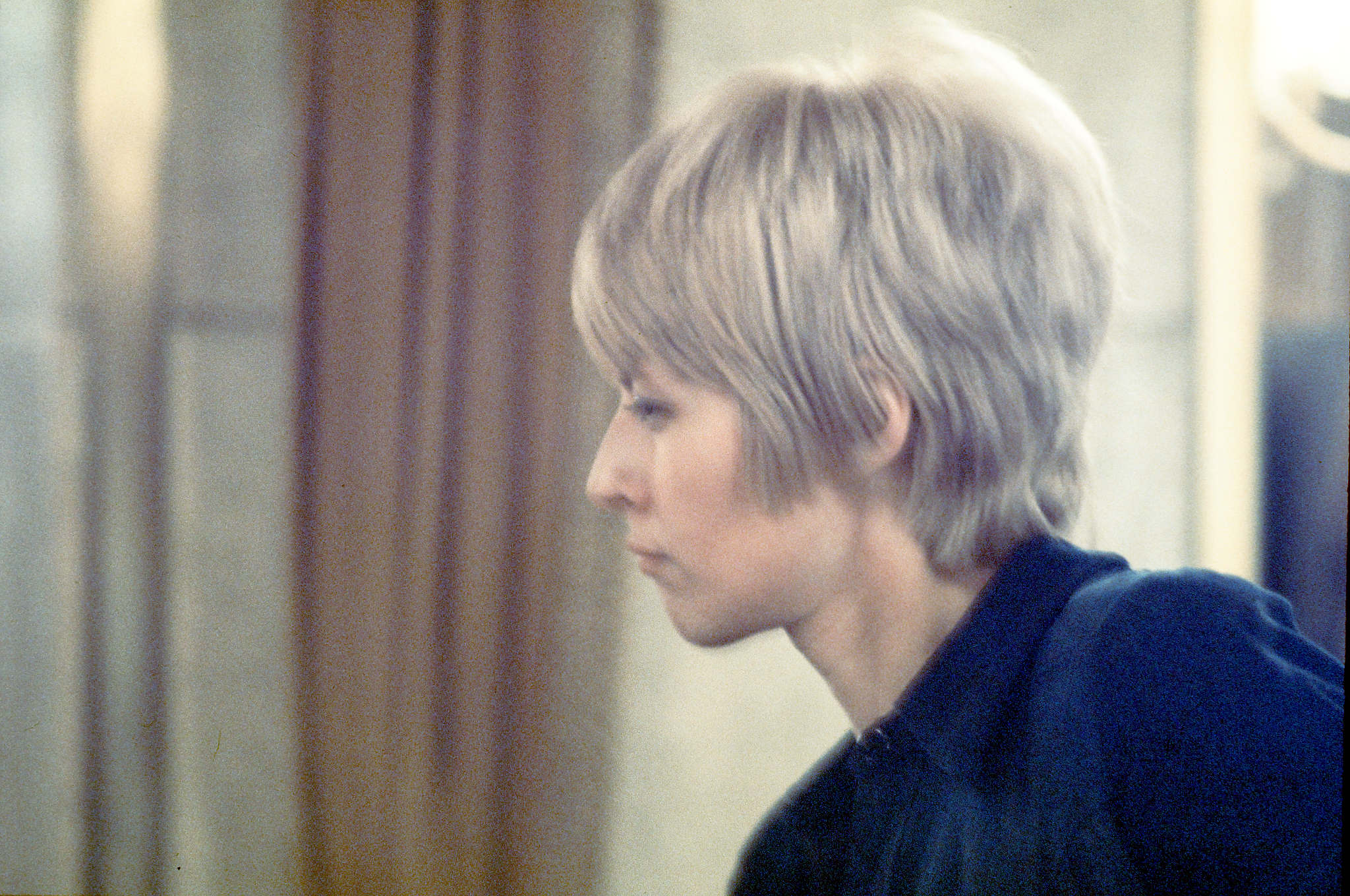
Claire Bretécher
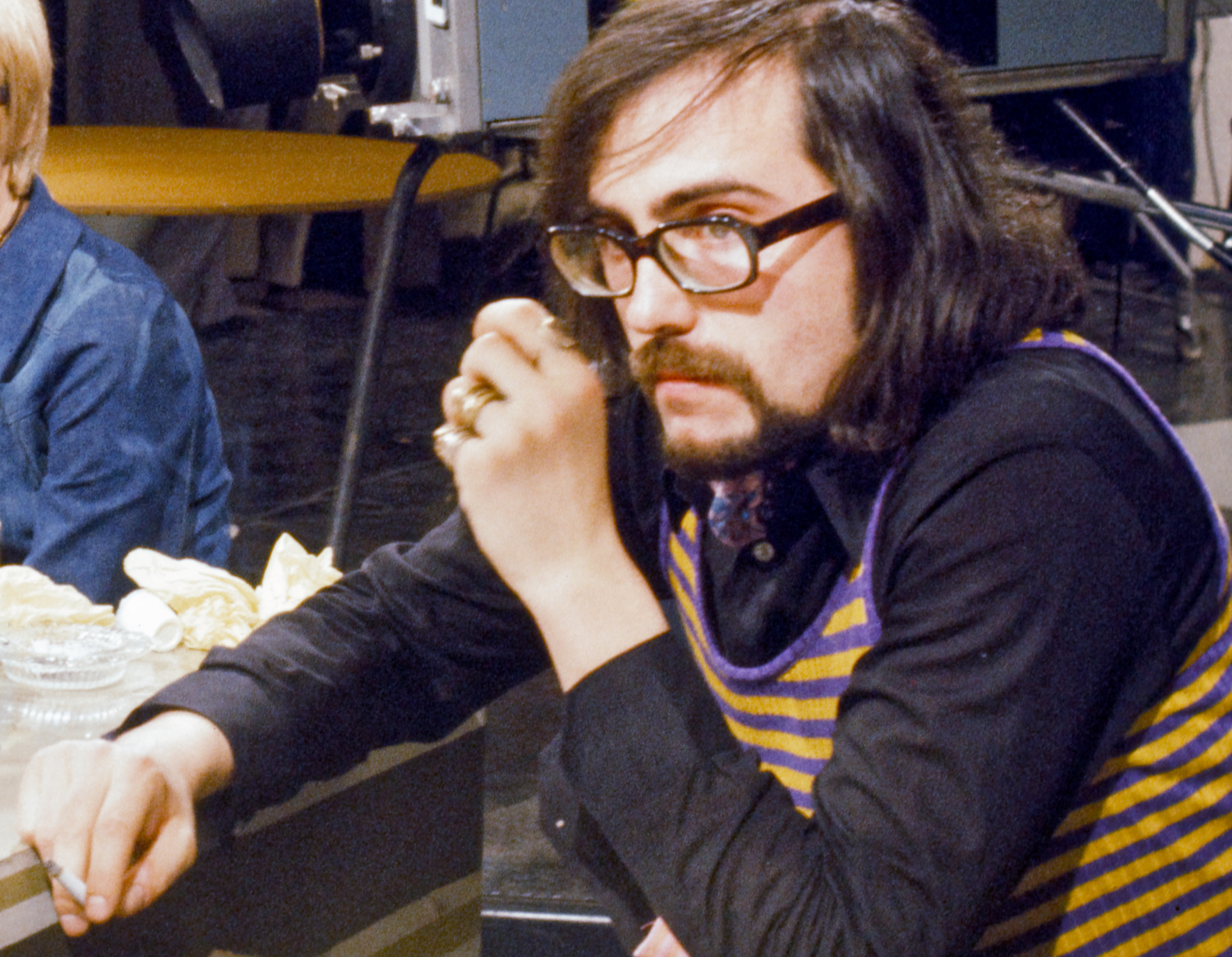
Philippe Druillet
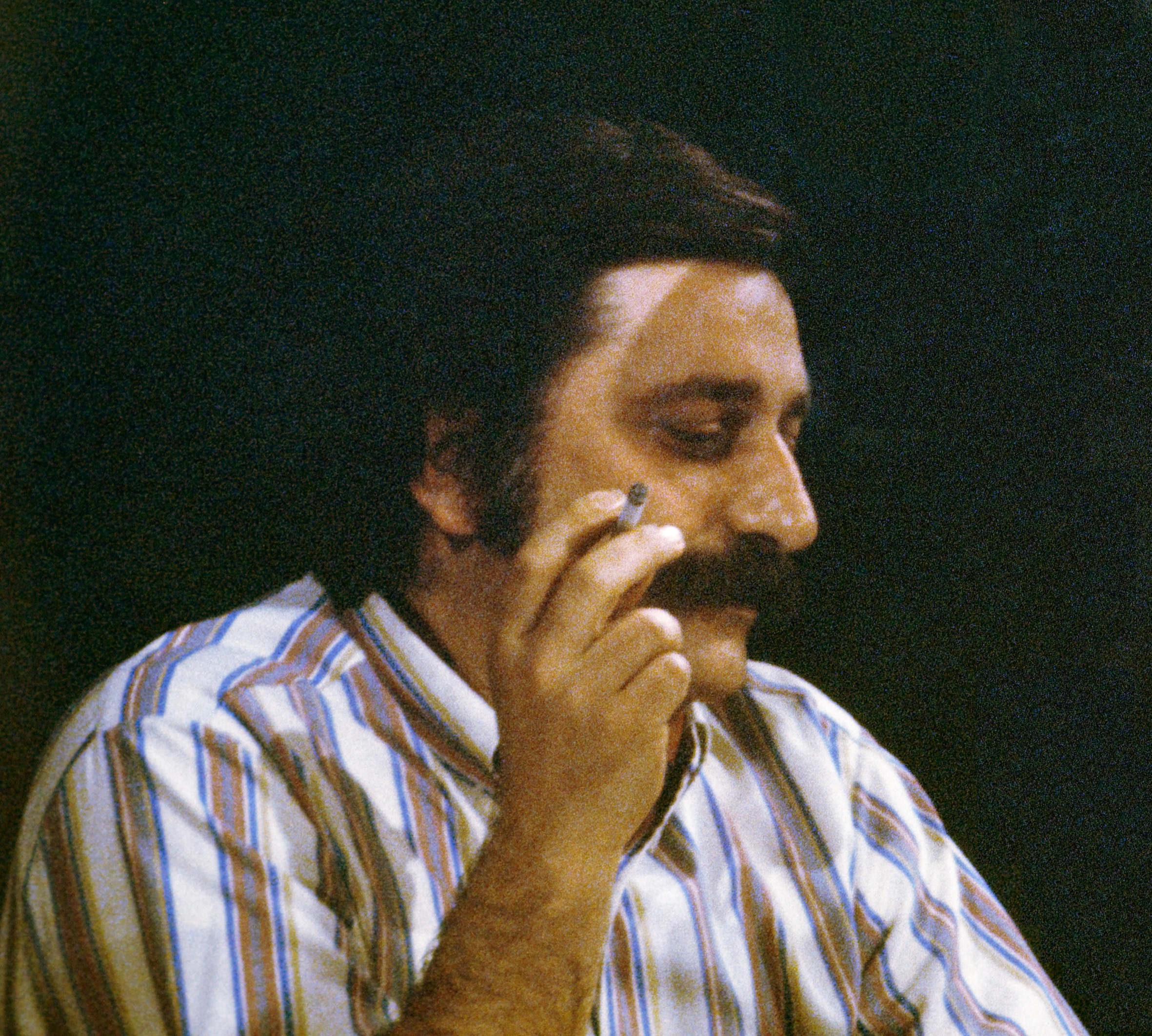
Fred
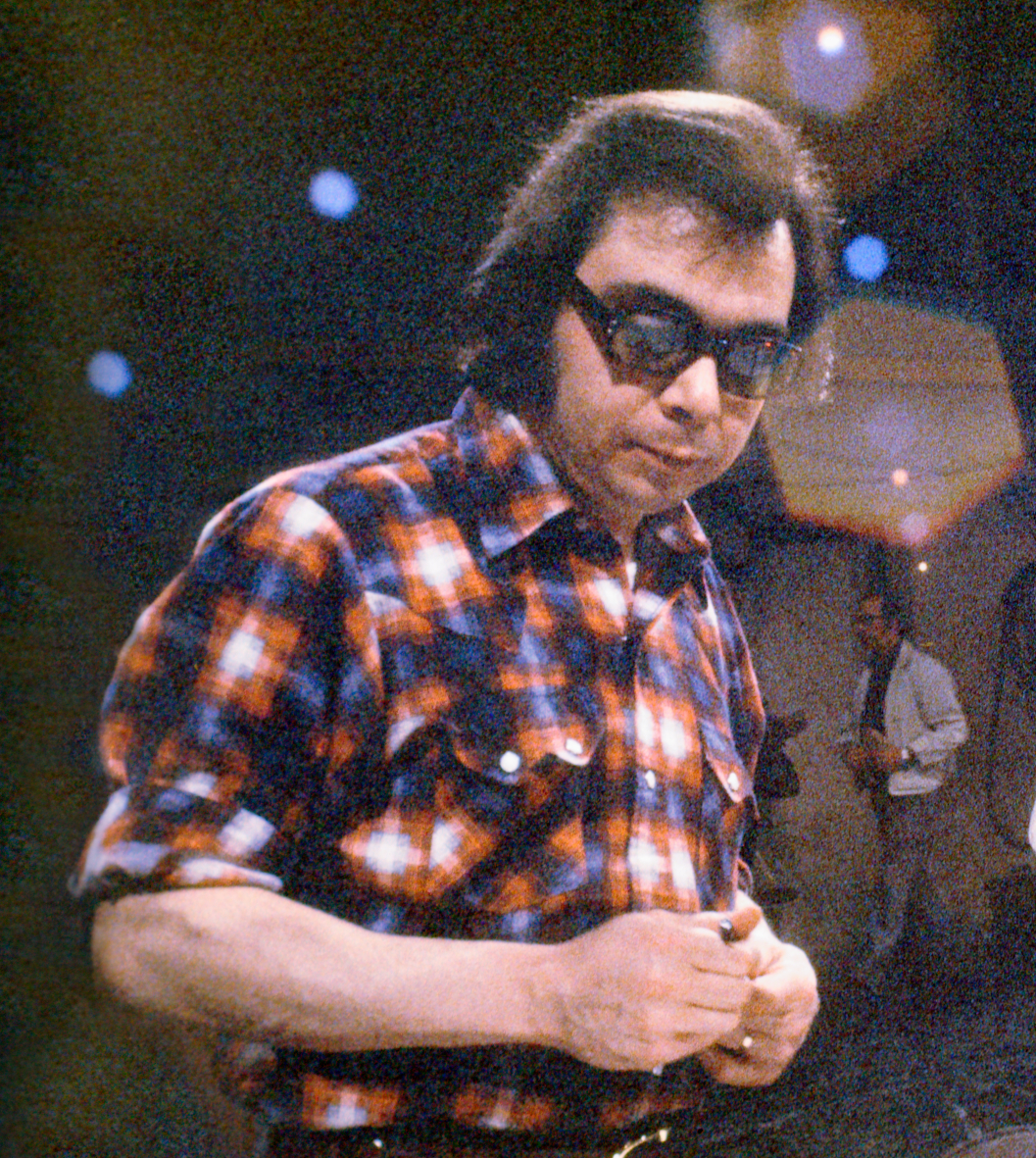
Marcel Gotlib
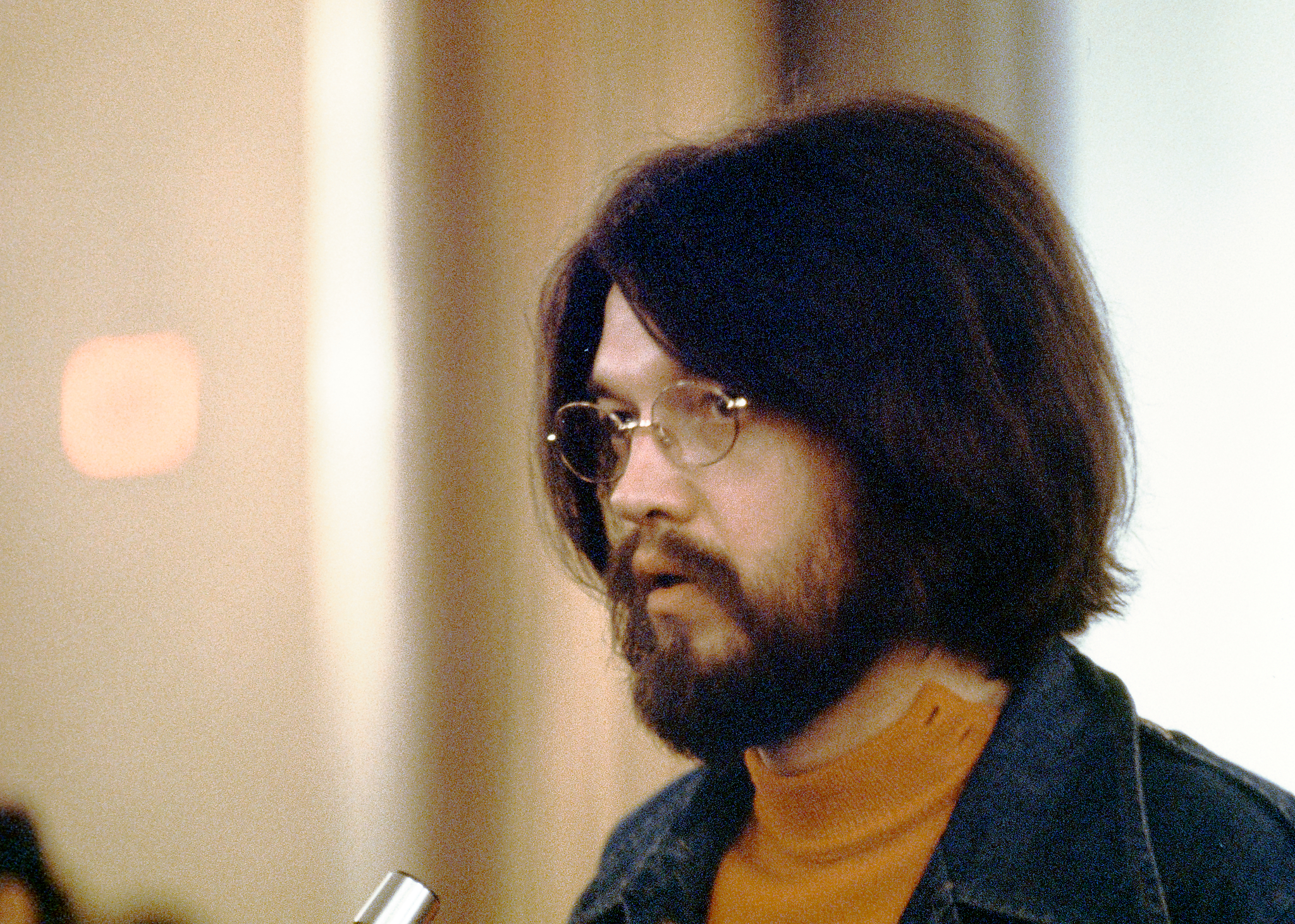
Nikita Mandryka
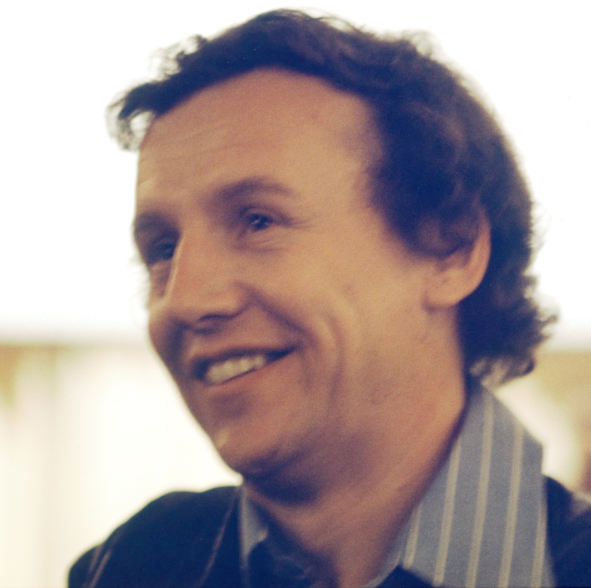
Jean-Claude Mézières
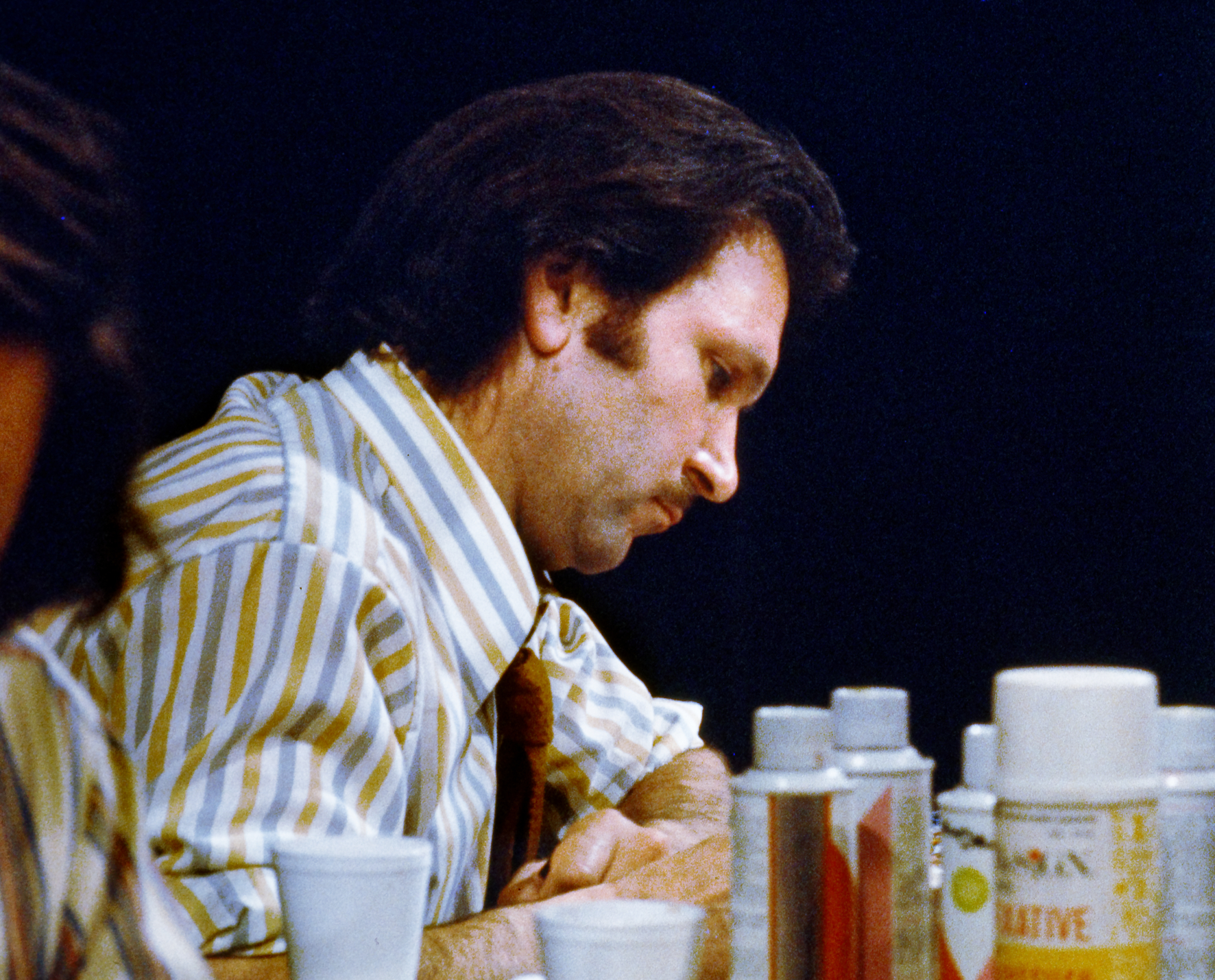
Jean Tabary
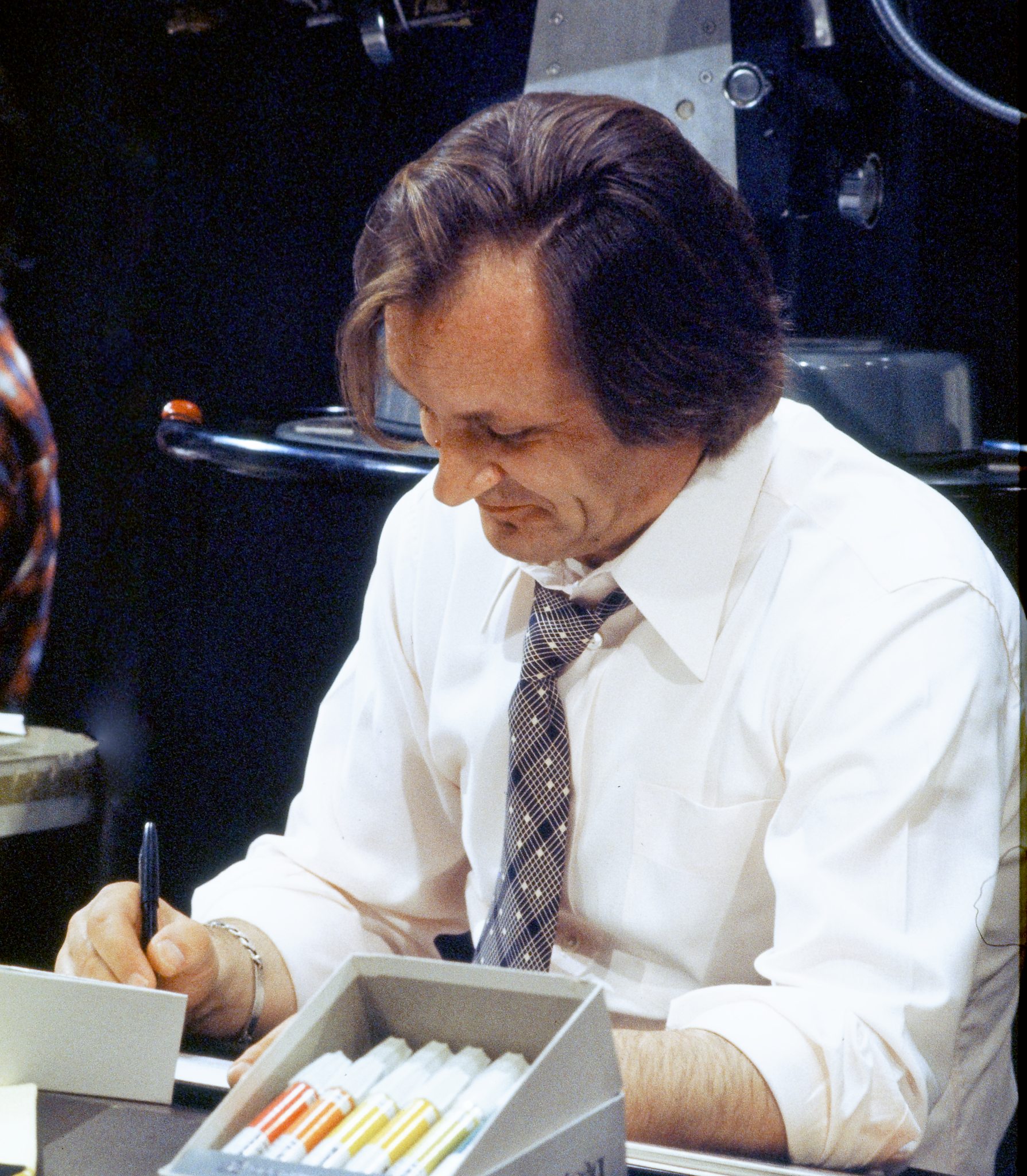
Albert Uderzo